# Rue Tržiště
La rue Tržiště (en français, littéralement, Rue du Marché) est une voie de Prague.
C'est une rue historique du quartier de Mala Strana à Prague. Les bâtiments historiques abritent de grandes institutions. 

## Historique et nom
La rue a été construite au Moyen Âge et se prolongeait par la rue Prokopská jusqu'à la rivière Vltava. À l'origine, elle faisait partie de la rue Vlašská. Le marché n'a été créé qu'à la fin du XVIIIe siècle par le transfert du marché de la place de Mala Strana. Les noms de la rue ont changé au fil du temps :
- à l'origine - "Vlašská"
- à la fin du XVIIIe siècle - "Nouveau marché", "Novotržní"
- plus tard - "Nouvelle Rue", "Marché aux œufs", "Marché agricole"
- à partir de 1870 - "Trziste, ou Place du Marché".

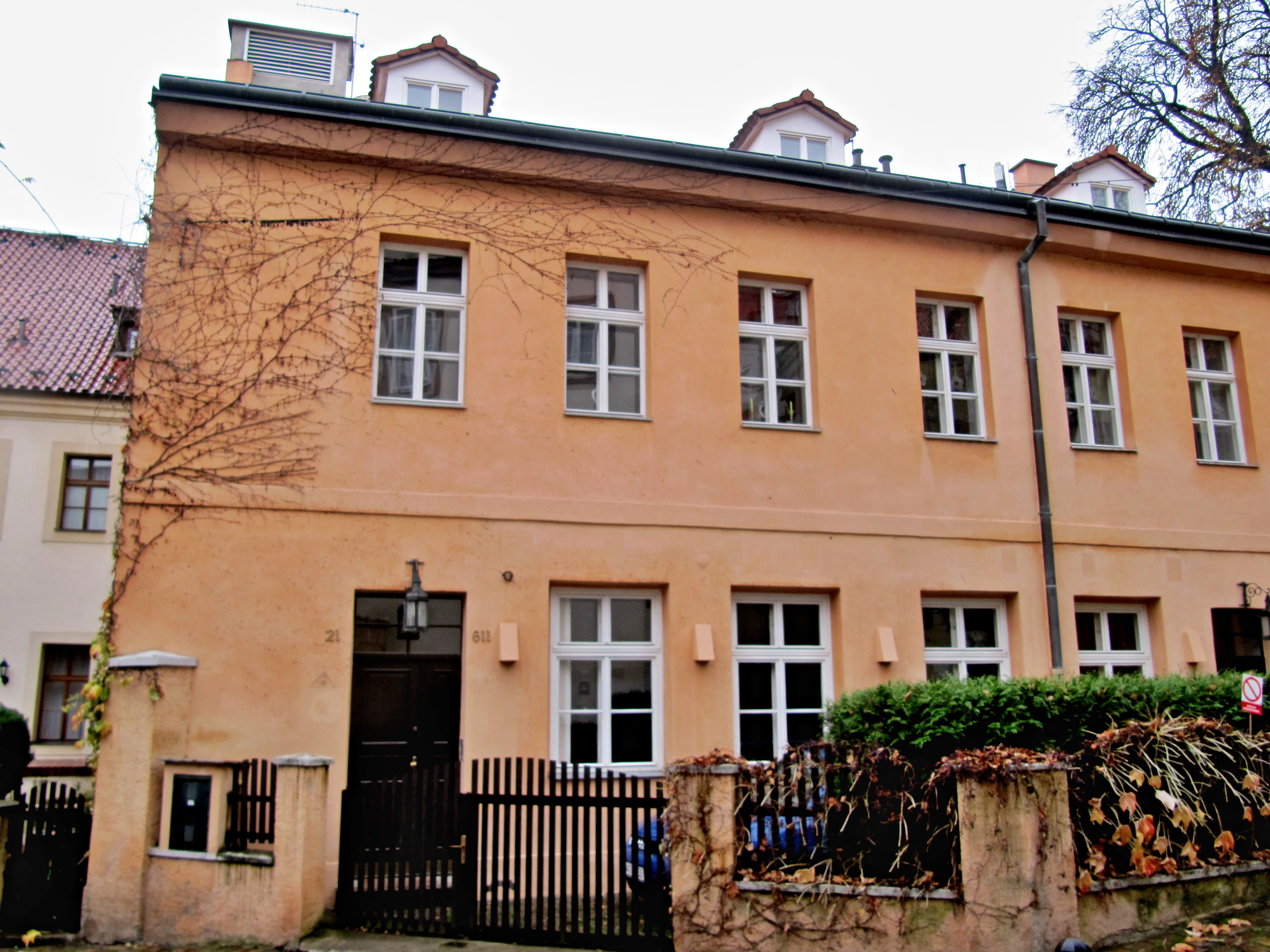
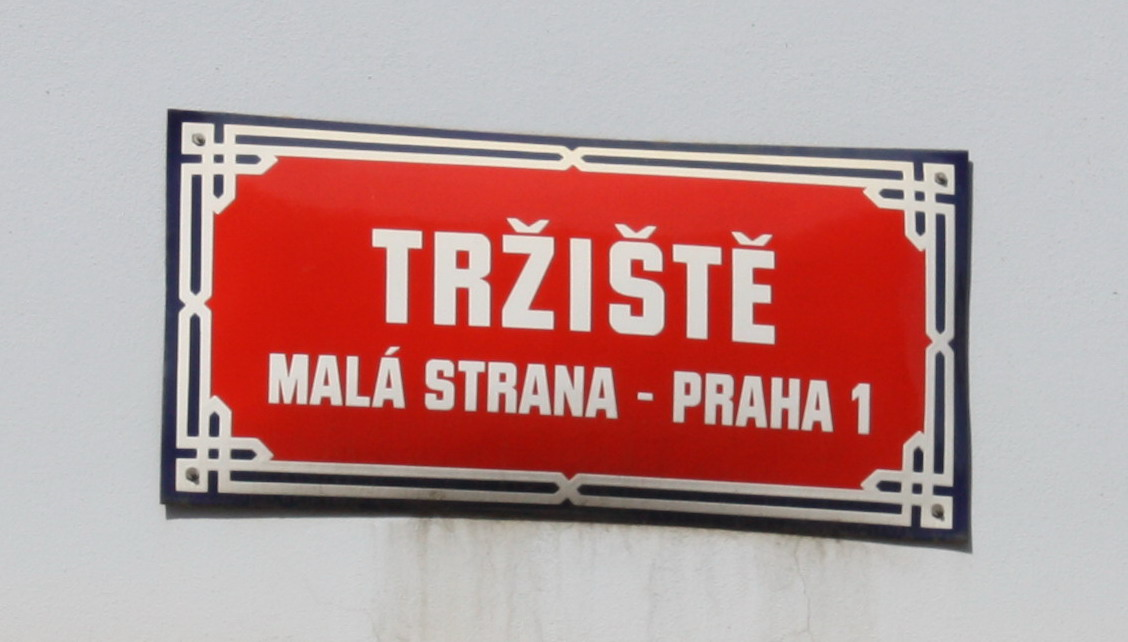
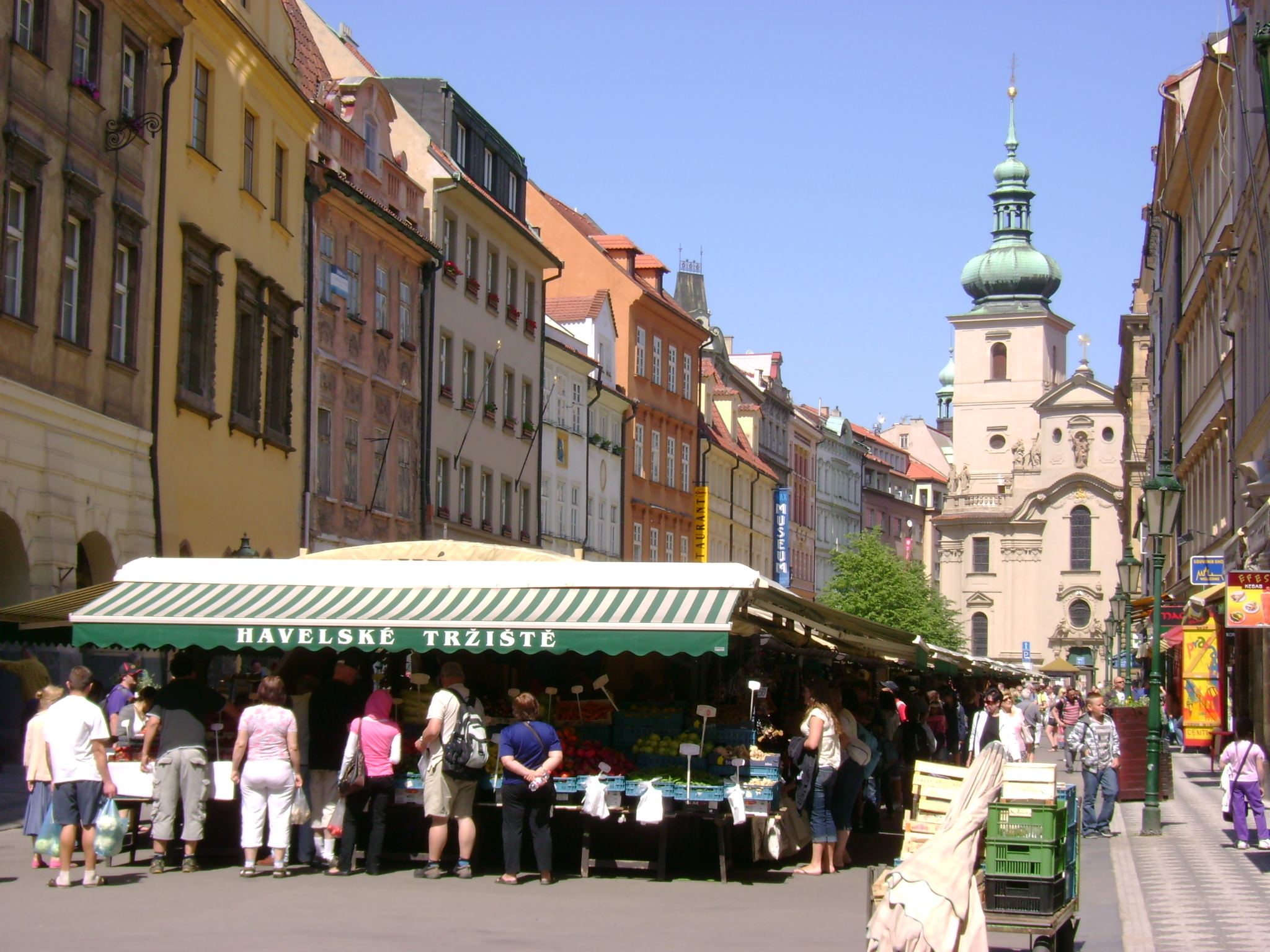
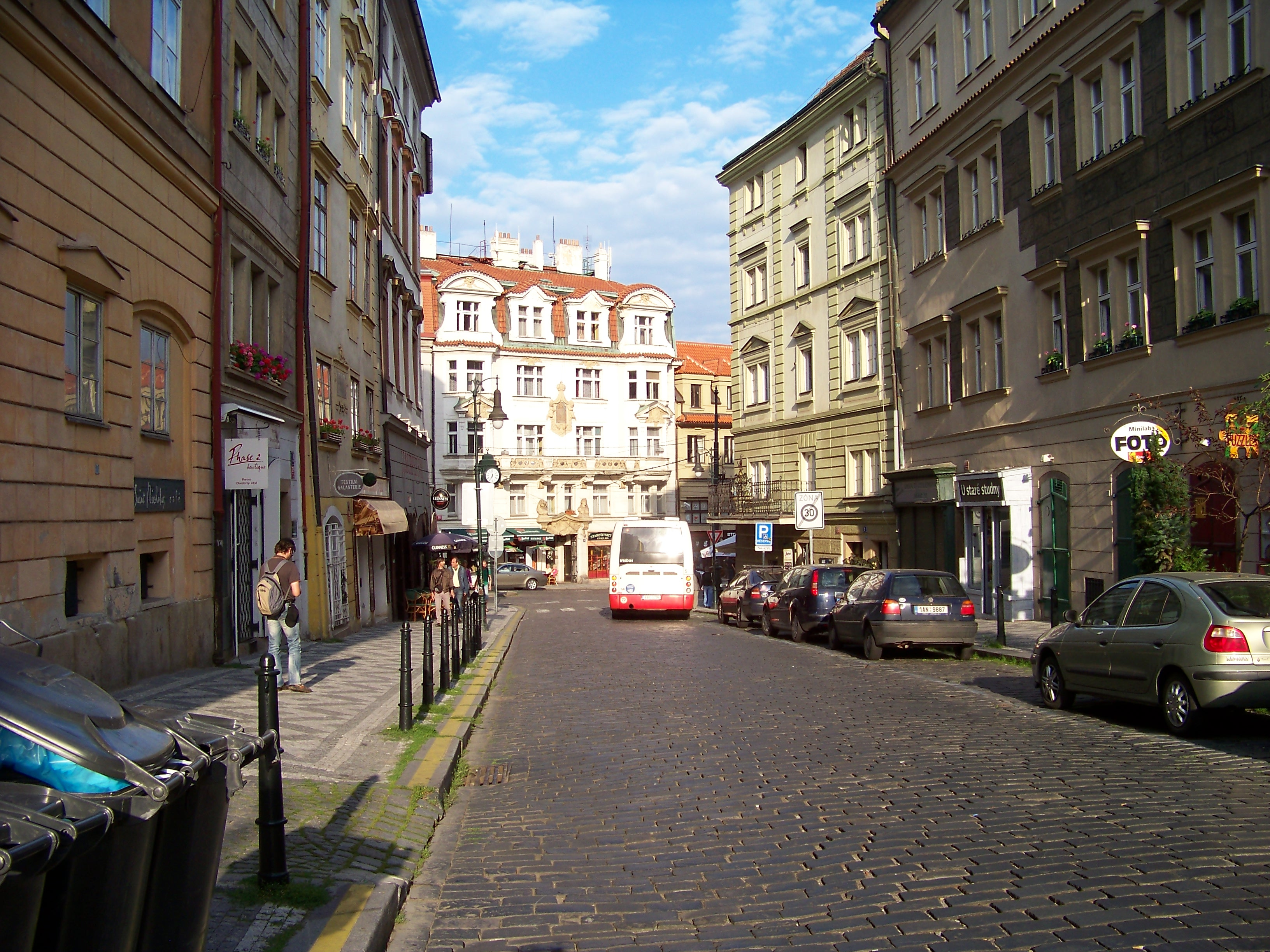
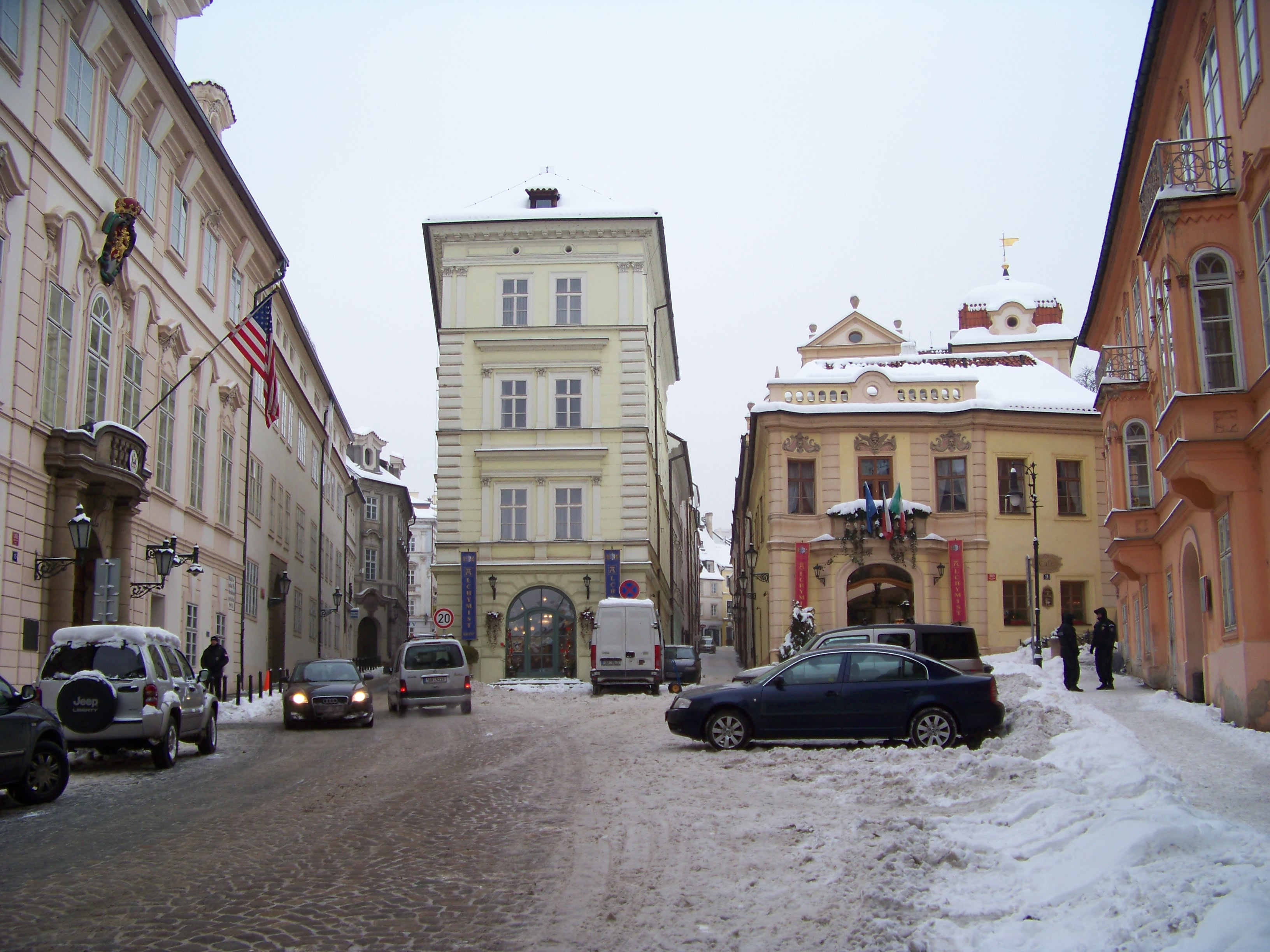

## Bâtiments
- Bar à vin U staré studny - au 3[2]
- Galerie Millenium - au 5[3]
- hôtel Aria - au 9[4]
- Nicolas bar et restaurant - au 10[5]
- Dans le palais de Wroclaw construit après 1671, se trouve désormais le centre américain et l'ambassade d'Irlande.- au 13[6]
- Palais Schönborn - siège de l'ambassade des États-Unis.- au 15[7]
- Au 18 se trouve le palais baroque Hartig, fondé en 1645, qui abrite actuellement le recteur de l'Académie des arts de la scène de Prague[8]
- Alchymist Grand Hotel et Spa - au 19[9]
- restaurant Baráčnická rychta - au 25[10]